# Comuna Slobidka, Malîn
Slobidka (în ucraineană Слобідська сільська рада) este o comună în raionul Malîn, regiunea Jîtomîr, Ucraina, formată din satele Hamarnea, Șcerbativka și Slobidka (reședința).

## Demografie
Componența lingvistică a comunei Slobidka
     Ucraineană (98,36%)
     Rusă (1,42%)
     Alte limbi (0,11%)
Conform recensământului din 2001, majoritatea populației comunei Slobidka era vorbitoare de ucraineană (98,36%), existând în minoritate și vorbitori de rusă (1,42%).